# Linnamäe (Sõmerpalu)
Linnamäe – wieś w Estonii, w prowincji Võru, w gminie Sõmerpalu.